# Городское поселение Большие Вязёмы
Городско́е поселе́ние Больши́е Вязёмы — упразднённое муниципальное образование в Одинцовском муниципальном районе Московской области.
Крупнейший населённый пункт, в котором расположена администрация, — пгт Большие Вязёмы.
Глава городского поселения — Хациев Сергей Юрьевич.

## География
Расположено в южной части Одинцовского района. На севере граничит с сельским поселением Назарьевским, на востоке — с сельским поселением Жаворонковским, на юге — с городским поселением Голицыно, на западе — с сельским поселением Захаровским. Площадь территории муниципального образования — 2350 га.

## Население
| 2006    | 2007    | 2008    | 2009    | 2010    | 2011    |
| ------- | ------- | ------- | ------- | ------- | ------- |
| 12 366  | ↗13 532 | ↘12 624 | ↗13 861 | ↗14 587 | ↘14 513 |
| 2012    | 2013    | 2014    | 2015    | 2016    | 2017    |
| →14 513 | ↗14 658 | ↗14 696 | ↗14 746 | ↗14 956 | ↗15 022 |
| 2018    | 2019    |         |         |         |         |
| ↘14 928 | ↘14 635 |         |         |         |         |

## Состав городского поселения
Городское поселение Большие Вязёмы включает 5 населённых пунктов:
| Вид             | Наименование   | Население, чел. |
| --------------- | -------------- | --------------- |
| рабочий посёлок | Большие Вязёмы | 15 105          |
| деревня         | Горловка       | 42              |
| деревня         | Малые Вязёмы   | 1728            |
| деревня         | Шараповка      | 26              |
| деревня         | Ямщина         | 141             |

## История
Муниципальное образование было образовано из упразднённой административно-территориальной единицы Большевязёмского сельского округа Одинцовского района Московской области:
1. рабочий посёлок Большие Вязёмы;
2. деревня Горловка;
3. деревня Малые Вязёмы;
4. деревня Шараповка;
5. деревня Ямщина.